# Ariobarzanes II av Kappadokien
Ariobarzanes II av Kappadokien, död 51 f. Kr., var regerande kung av Kappadokien mellan 63 f. Kr. och 51 f. Kr.